# Laura Croft
Laura Croft (nacida el 30 de enero de 1983) es una modelo estadounidense. Fue Playmate del Mes en el número de julio de 2008 de la revista Playboy.
Natural de Jacksonville, Florida, Croft asistió al Edward H. White High School, y luego a la Flagler College, donde se licenció en comunicación y se diplomó en historia del arte. Croft también apareció en el concurso Miss Hawaiian Tropic ein Orlando, Florida y gnaó. Más tarde participó en el reality show Outback Jack.
Trabajando en Hooters, Croft apareció en varios calendarios y participó en el 2004 Miss Hooters International Pageant. Croft también apareció en un anunció para televisión de Hooters en el que aparecían Terry Bradshaw y Lee Corso. También apareció en el calendario de Miss BetUS en abril de 2007. Croft envió algunas de sus fotografías a Playboy a petición de un amigo. Una semana más tarde, Playboy contactó con Croft y ella posó para ellos. Croft apareció el 26 de octubre de 2008 en un episodio de la serie de E!'s The Girls Next Door donde ella asistía a la remodelación de la casa junto a la Mansión Playboy que Hugh Hefner compró para que las Playmates viviesen en ella.
El 9 de marzo de 2009, Croft apareció como luchadora libre en WWE como la mujer de Randy Orton en uno de los episodios de WWE Raw. También coprotagonizó la serie de E!Holly's World y estudió para ser entrenadora personal.